# Little Boots
Victoria Hesketh bedre kendt under kunstnernavnet Little Boots (født 4. maj 1984) er en engelsk electro-pop-musiker.
Little Boots lå i toppen af BBC's Sound Of 2009 foran White Lies, Florence And The Machine og australske Empire Of The Sun. Hun opnåede en andenplads på listen over BRIT Awards' Critics' Choice Award, kun overgået af Florence And The Machine, som i år modtager den prestigefyldte pris. Og det altid hypende, men fortsat indflydelsesrige musikmagasin NME havde Little Boots højt placeret på deres New Noise 2009 liste over nye navne, der helt sikkert ville markere sig positivt i årets løb. 
Victoria Hesketh kommer fra Blackpool. Navnet Little Boots tog hun til sig for et års tid siden efter at have sagt farvel til indie-trioen Dead Disco. Forinden havde Victoria været med i adskillige bands og hoppet rundt i genrer som syrepunk, Katie Melua-loungepop og prog rock. 
Little Boots har været en flittig bruger af YouTube som teststation for sine indspilninger. Sidste år lagde hun løbende nye videoer og demooptagelser ud på sitet, både sine egne numre, men også cover-versioner af hits fra Alphabeat, Miley Cyrus, Girls Aloud og Wiley. 
Med en stak nyskrevne sange i håndtasken fik Little Boots kontakt med Hot Chip's Joe Goddard, der hjalp med at producere hendes første solotrack, den syv minutter lange electropoppert og buzz-starter Stuck On Repeat. Andre numre som Love Kills og Mathematics fulgte lige i kølvandet. 
På debutalbummet har Little Boots igen indhentet assistance fra Hot Chip's Joe Goddard, den amerikanske producer Dr. Luke og engelske Greg Kurstin (bl.a. The Bird And The Bee).
Little Boots optrådte på Roskilde Festival 2009.